# Ghost Stories (Dream Syndicate)
Ghost Stories è il quarto album del gruppo statunitense The Dream Syndicate, pubblicato nel 1988.

## Il Disco
A tutt'oggi si tratta dell'ultimo lavoro realizzato in studio. La coesione della band acquisita in numerose esibizioni dal vivo fa sì che l'album sia più strutturato e persuasivo del precedente pur facendo leva, come il predecessore, su un suono ruvido e chitarristico. La formazione che vi suona è la medesima dell'album precedente. Chris Cacavas alle tastiere, Robert Lloyd al pianoforte e Johnette Napolitano ai cori, collaborano in alcuni brani. Il produttore è Elliot Mazer già con Neil Young.
È stato ristampato su CD nel 1998 con una traccia in più. La riedizione del 2004 contiene 8 brani registrati dal vivo negli studi della radio KCRW nel 1987 e 1988.

## Tracce
1. The Side'll Never Show  (Wynn) - 3:50
2. My Old Haunts  (Wynn) - 3:04
3. Loving the Sinner, Hating the Sin  (Wynn) - 4:26
4. Whatever You Please  (Wynn) - 3:45
5. Weathered and Torn  (Wynn) - 3:07
6. See That My Grave Is Kept Clean  (Jefferson) - 3:59
7. I Have Faith  (Napolitano, Wynn) - 3:47
8. Someplace Better Than This  (Wynn) - 3:35
9. Black  (Wynn) - 4:38
10. When the Curtain Falls  (Wynn) - 5:08
11. Now I Ride Alone (live)  (Wynn) - 4:51
12. I Ain't Living Long Like This (live)  (Crowell) - 5:47

## Formazione
- Steve Wynn - chitarra e voce
- Paul B. Cutler - chitarra
- Mark Walton - basso
- Dennis Duck - batteria

## Altri musicisti
- Chris Cacavas - tastiere
- Robert Lloyd - pianoforte
- Johnette Napolitano - cori